# Next Generation ATP Finals 2022
Les Next Generation ATP Finals 2022 sont la 5e édition des Next Generation ATP Finals, qui réunit les huit meilleurs espoirs du tennis mondial (21 ans et moins) et se fonde sur le même modèle que le Masters de fin d'année. Il ne rapporte aucun point ATP.
La compétition se déroule dans le Fiera Milano à Milan.

## Primes
| Tour                             | Prime     |
| -------------------------------- | --------- |
| Cumul pour le vainqueur invaincu | 432 750 $ |
| Pour la victoire en finale       | 153 000 $ |
| Pour la victoire en demi-finale  | 113 500 $ |
| Pour chaque match de poule gagné | 28 000 $  |
| Pour chaque participant          | 82 250 $  |
| Pour chaque remplaçant           | 13 000 $  |

## Faits marquants

### Avant le tournoi
Les deux joueurs en tête du classement Race, Carlos Alcaraz et Jannik Sinner, renoncent à participer au tournoi. Après sa victoire au Rolex Paris Masters, Holger Rune renonce également, étant remplaçant pour le Masters. Les Italiens Francesco Passaro et Matteo Arnaldi et le Suisse Dominic Stricker sont donc qualifiés pour le tournoi.

## Résultats en simple

### Participants
| Ordre de qualification | Classement ATP | Classement ATP Race Next Gen | Meilleure performance | Joueur            | Résultat   | Âge |
| ---------------------- | -------------- | ---------------------------- | --------------------- | ----------------- | ---------- | --- |
| 1                      | 1              | 1                            | V (1)                 | Carlos Alcaraz    | Forfait    | 19  |
| 2                      | 12             | 2                            | V (1)                 | Jannik Sinner     | Forfait    | 21  |
| 3                      | 10             | 3                            | RR (1)                | Holger Rune       | Forfait    | 19  |
| 4                      | 23             | 4                            | RR (1)                | Lorenzo Musetti   | Poules     | 20  |
| 5                      | 45             | 5                            | -                     | Jack Draper       | 1/2 finale | 20  |
| 6                      | 50             | 6                            | DF (1)                | Brandon Nakashima | Champion   | 21  |
| 7                      | 75             | 7                            | -                     | Jiří Lehečka      | Finale     | 20  |
| 8                      | 90             | 8                            | -                     | Tseng Chun-hsin   | Poules     | 21  |
| 9                      | 122            | 9                            | -                     | Francesco Passaro | Poules     | 21  |
| 10                     | 116            | 10                           | -                     | Dominic Stricker  | 1/2 finale | 20  |
| 11                     | 140            | 11                           | -                     | Matteo Arnaldi    | Poules     | 21  |

### Remplaçants
| Classement ATP | Classement ATP Race Next Gen | Joueur         | Résultat | Âge |
| -------------- | ---------------------------- | -------------- | -------- | --- |
| 129            | 12                           | Luca Nardi     | -        | 19  |
| 141            | 13                           | Timofey Skatov | -        | 21  |

### Confrontations avant le Masters
| Joueur            | LM  | JD  | BN  | JL  | CT  | FP  | DS  | MA  | Total V/D | % victoires |
| ----------------- | --- | --- | --- | --- | --- | --- | --- | --- | --------- | ----------- |
| Lorenzo Musetti   |     | 0-0 | 0-0 | 0-1 | 0-0 | 0-0 | 0-0 | 0-0 | 0-1       | 0 %         |
| Jack Draper       | 0-0 |     | 0-0 | 0-0 | 0-0 | 0-0 | 0-0 | 0-0 | 0-0       | 0 %         |
| Brandon Nakashima | 0-0 | 0-0 |     | 0-0 | 0-0 | 0-0 | 0-0 | 0-0 | 0-0       | 0 %         |
| Jiří Lehečka      | 1-0 | 0-0 | 0-0 |     | 0-0 | 0-0 | 0-0 | 0-0 | 1-0       | 100 %       |
| Chun-hsin Tseng   | 0-0 | 0-0 | 0-0 | 0-0 |     | 0-0 | 0-0 | 0-0 | 0-0       | 0 %         |
| Francesco Passaro | 0-0 | 0-0 | 0-0 | 0-0 | 0-0 |     | 0-0 | 0-0 | 0-0       | 0 %         |
| Dominic Stricker  | 0-0 | 0-0 | 0-0 | 0-0 | 0-0 | 0-0 |     | 0-0 | 0-0       | 0 %         |
| Matteo Arnaldi    | 0-0 | 0-0 | 0-0 | 0-0 | 0-0 | 0-0 | 0-0 |     | 0-0       | 0 %         |

### Phase de poules

#### Groupe Vert
- Brandon Nakashima (no 4)
- Jiří Lehečka (no 5)
- Francesco Passaro (no 8)
- Matteo Arnaldi (no 9)

##### Résultats
| Date    | Vainqueur         | Vaincu            | Score                       | Durée      |
| ------- | ----------------- | ----------------- | --------------------------- | ---------- |
| 8 nov.  | Jiří Lehečka      | Francesco Passaro | 4-1, 4-37, 4-1              | 1 h 4 min  |
| 8 nov.  | Brandon Nakashima | Matteo Arnaldi    | 2-4, 4-37, 4-34, 3-44, 4-2  | 2 h 10 min |
| 9 nov.  | Francesco Passaro | Matteo Arnaldi    | 4-37, 2-4, 3-44, 4-34, 4-38 | 2 h 38 min |
| 9 nov.  | Brandon Nakashima | Jiří Lehečka      | 4-1, 4-32, 4-2              | 1 h 8 min  |
| 10 nov. | Jiří Lehečka      | Matteo Arnaldi    | 4-35, 4-1, 4-34             | 1 h 18 min |
| 10 nov. | Brandon Nakashima | Francesco Passaro | 4-34, 4-2, 4-1              | 1 h 2 min  |

##### Classement
| Rang poule | Classement ATP Race Next Gen | Joueur            | Match(s) G-P | Set(s) G-P | Jeux G-P |
| ---------- | ---------------------------- | ----------------- | ------------ | ---------- | -------- |
| 1          | 6                            | Brandon Nakashima | 3-0          | 9-2        | 41-28    |
| 2          | 7                            | Jiří Lehečka      | 2-1          | 6-3        | 30-24    |
| 3          | 9                            | Francesco Passaro | 1-2          | 3-8        | 28-41    |
| 4          | 11                           | Matteo Arnaldi    | 0-3          | 4-9        | 40-46    |

#### Groupe Rouge
- Lorenzo Musetti (no 2)
- Jack Draper (no 3)
- Tseng Chun-hsin (no 6)
- Dominic Stricker (no 7)

##### Résultats
| Date    | Vainqueur        | Vaincu          | Score                        | Durée      |
| ------- | ---------------- | --------------- | ---------------------------- | ---------- |
| 8 nov.  | Lorenzo Musetti  | Tseng Chun-hsin | 4-2, 4-2, 4-2                | 1 h 10 min |
| 8 nov.  | Dominic Stricker | Jack Draper     | 4-35, 4-35, 4-35             | 1 h 26 min |
| 9 nov.  | Jack Draper      | Tseng Chun-hsin | 1-4, 4-2, 4-32, 4-2          | 1 h 32 min |
| 9 nov.  | Dominic Stricker | Lorenzo Musetti | 4-35, 4-36, 3-47, 3-46, 4-33 | 2 h 26 min |
| 10 nov. | Dominic Stricker | Tseng Chun-hsin | 4-2, 4-1, 4-2                | 56 min     |
| 10 nov. | Jack Draper      | Lorenzo Musetti | 4-1, 4-0, 4-33               | 57 min     |

##### Classement
| Rang poule | Classement ATP Race Next Gen | Joueur           | Match(s) G-P | Set(s) G-P | Jeux G-P |
| ---------- | ---------------------------- | ---------------- | ------------ | ---------- | -------- |
| 1          | 10                           | Dominic Stricker | 3-0          | 9-2        | 42-31    |
| 2          | 5                            | Jack Draper      | 2-1          | 6-4        | 34-27    |
| 3          | 4                            | Lorenzo Musetti  | 1-2          | 5-6        | 33-36    |
| 4          | 8                            | Tseng Chun-hsin  | 0-3          | 1-9        | 22-37    |

### Phase finale
|  |                   |                  |            |            |            |            |                   |                  |            |              |            |            |            |        |        |        |
|  | 1/2 finale        | 1/2 finale       | 1/2 finale | 1/2 finale | 1/2 finale | 1/2 finale | 1/2 finale        |                  |            | Finale       | Finale     | Finale     | Finale     | Finale | Finale | Finale |
|  | 11 novembre 2022  | 11 novembre 2022 | 1 h 39 min | 1 h 39 min | 1 h 39 min | 1 h 39 min | 1 h 39 min        |                  |            |              |            |            |            |        |        |        |
|  | 11 novembre 2022  | 11 novembre 2022 | 1 h 39 min | 1 h 39 min | 1 h 39 min | 1 h 39 min | 1 h 39 min        |                  |            |              |            |            |            |        |        |        |
|  | Brandon Nakashima | (4)              | 4          | 1          | 4          | 4          |                   |                  |            |              |            |            |            |        |        |        |
|  | Brandon Nakashima | (4)              | 4          | 1          | 4          | 4          | 12 novembre 2022  | 12 novembre 2022 | 1 h 19 min | 1 h 19 min   | 1 h 19 min | 1 h 19 min | 1 h 19 min |        |        |        |
|  | Jack Draper       | (3)              | 36         | 4          | 2          | 35         | 12 novembre 2022  | 12 novembre 2022 | 1 h 19 min | 1 h 19 min   | 1 h 19 min | 1 h 19 min | 1 h 19 min |        |        |        |
|  | Jack Draper       | (3)              | 36         | 4          | 2          | 35         | Brandon Nakashima | (4)              | 4          | 4            | 4          |            |            |        |        |        |
|  | 11 novembre 2022  | 11 novembre 2022 | 1 h 22 min | 1 h 22 min | 1 h 22 min | 1 h 22 min | 1 h 22 min        | (4)              | 4          | 4            | 4          |            |            |        |        |        |
|  | 11 novembre 2022  | 11 novembre 2022 | 1 h 22 min | 1 h 22 min | 1 h 22 min | 1 h 22 min | 1 h 22 min        |                  |            | Jiří Lehečka | (5)        | 35         | 36         | 2      |        |        |
|  | Dominic Stricker  | (7)              | 1          | 34         | 4          | 1          |                   |                  |            | Jiří Lehečka | (5)        | 35         | 36         | 2      |        |        |
|  | Dominic Stricker  | (7)              | 1          | 34         | 4          | 1          |                   |                  |            |              |            |            |            |        |        |        |
|  | Jiří Lehečka      | (5)              | 4          | 4          | 2          | 4          |                   |                  |            |              |            |            |            |        |        |        |
|  | Jiří Lehečka      | (5)              | 4          | 4          | 2          | 4          |                   |                  |            |              |            |            |            |        |        |        |

### Classement final
| Résultat       | Classement ATP Race Next Gen | Joueur            | Match(s) G-P | Set(s) G-P | Jeux G-P |
| -------------- | ---------------------------- | ----------------- | ------------ | ---------- | -------- |
| Vainqueur      | 6                            | Brandon Nakashima | 5-0          | 15-3       | 66-48    |
| Finaliste      | 7                            | Jiří Lehečka      | 3-2          | 9-7        | 52-45    |
| Demi-finaliste | 10                           | Dominic Stricker  | 3-1          | 10-5       | 51-45    |
| Demi-finaliste | 5                            | Jack Draper       | 2-2          | 7-7        | 46-40    |
| Poules         | 4                            | Lorenzo Musetti   | 1-2          | 5-6        | 33-36    |
| Poules         | 9                            | Francesco Passaro | 1-2          | 3-8        | 28-41    |
| Poules         | 11                           | Matteo Arnaldi    | 0-3          | 4-9        | 40-46    |
| Poules         | 8                            | Tseng Chun-hsin   | 0-3          | 1-9        | 22-37    |